# Nizozemská koloniální říše
Nizozemská koloniální říše (nizozemsky Nederlandse koloniale rijk) začala být Spojenými provinciemi nizozemskými budována od let 1595/96, v období tzv. osmdesátileté války proti Španělské říši. Provincie, tvořící severní část Nizozemí, patřily k hospodářsky nejsilnějším regionům Evropy a tudíž, v logice doby, nizozemští obchodníci (kteří v této epoše zabezpečovali přibližně polovinu světového obchodu) hledali zdroje surovin a zároveň odbytiště svých výrobků i v nově objevovaných částech světa. Na rozdíl od Španělska a Portugalska však Nizozemsko, podobně jako např. Velká Británie či Švédsko, získávalo nová území prostřednictvím specializovaných soukromých společností (nejslavnější z nich byla Východoindická společnost), přičemž stát se přímo v koloniálních záležitostech angažoval až v pozdějších staletích, kdy společnosti začínaly mít ekonomické problémy. S místními vládci nejdříve Nizozemci zavírali obchodní dohody a dohody o nájmu území, což jim později umožnilo odkup větších území a vytvoření monopolu na obchod s exotickými komoditami (koření, drahé látky a dřeva, různé plodiny).
Nizozemští námořníci (např. Willem Barents, Willem Janszoon, Henry Hudson nebo Abel Tasman) se také podíleli na evropském „objevitelském rozmachu“ raného novověku, nově objevená rozsáhlá území (např. Austrálie) se ale často součástí nizozemské koloniální říše nestávala.
S politicko-hospodářským slábnutím mateřské země od poloviny 18. století se postupně rozsah nizozemské koloniální říše zmenšoval – Nizozemci přicházeli o území a základny ve prospěch dravějších soupeřů, zejména Británie. Do 20. stol. Nizozemsko vstupovalo už jen s državami v Malajském souostroví, Jižní Americe a Karibiku; v letech 1949–75 pak v rámci celosvětového procesu dekolonizace o všechna území přišlo (popř. jim samo udělilo nezávislost).

## Seznam nizozemských koloniálních území

### Severní Amerika
- Nové Nizozemí (1624–1674) byla kolonie na území dnešních Spojených států amerických, s hlavním městem Nový Amsterdam (Nieuw Amsterdam), později přejmenovaný na New York. Ostrov Manna-hatta získali Nizozemci od domorodých indiánů výměnou za zboží v hodnotě cca 60 guldenů. V roce 1655 byla do Nového Nizozemí přičleněna švédská kolonie Nové Švédsko. Po válce s Velkou Británií celá kolonie připadla Britům, výměnou za budoucí jihoamerickou kolonii Nizozemská Guyana (dnešní Guyana a Surinam).

### Střední Amerika

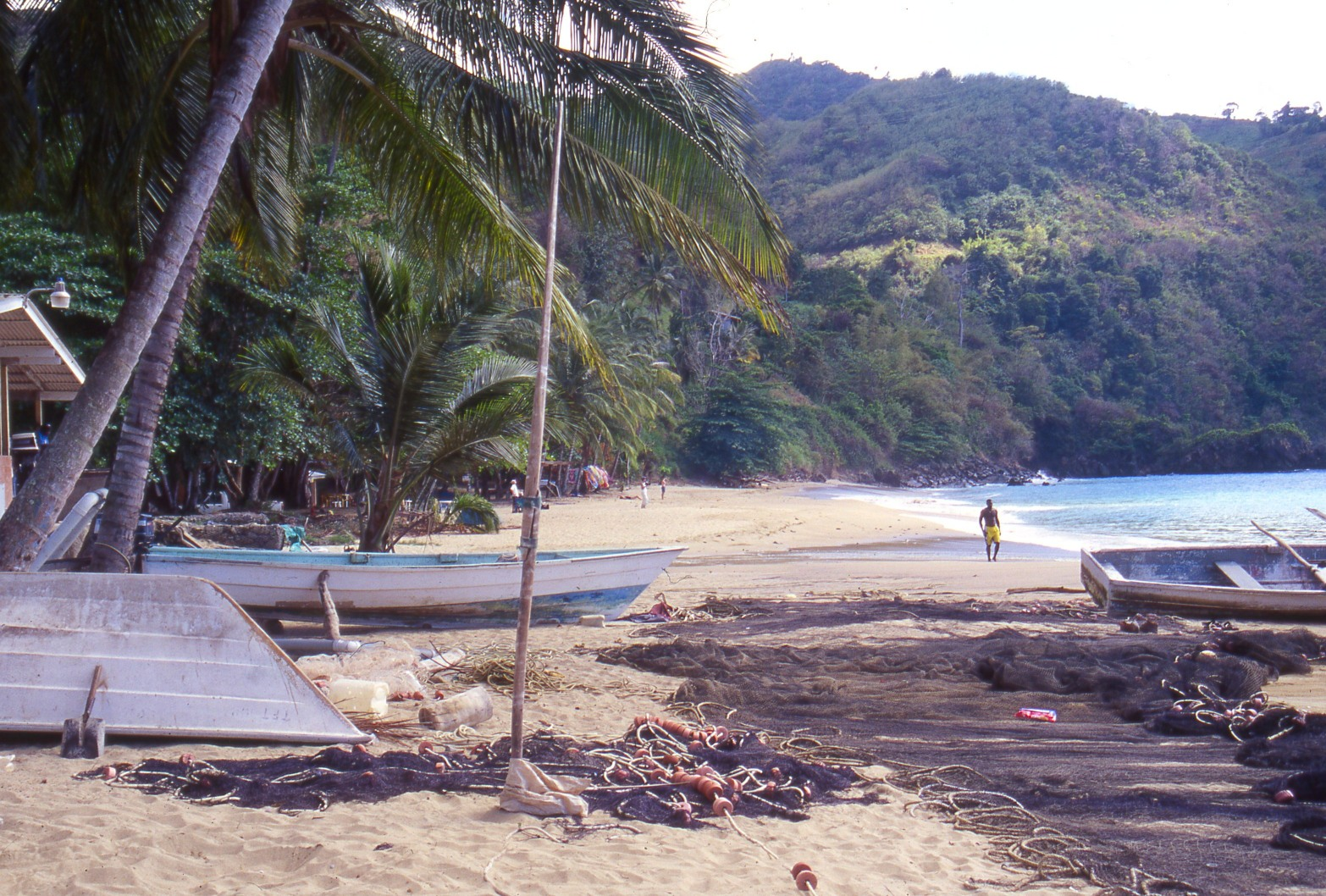
Pláž na Tobagu

- Nizozemské Antily – souhrnné pojmenování pro 6 ostrovů v Karibiku, které jsou dodnes součástí Nizozemského království. Skupinu ostrovů tvoří Aruba (1636–současnost), Curaçao (1634–současnost), Bonaire (1633–současnost), Svatý Martin (pevně v nizozemských rukou až 1816–současnost), Svatý Eustach (1636–současnost), Saba (pevně v nizozemských rukou až 1816–současnost). Ostrovy Curaçao, Bonaire a Svatý Eustach byly v období napoleonských válek obsazeny cizími vojsky. V současnosti je každý ostrov spravován samostatně, Nizozemské Antily jako správní jednotka oficiálně zanikly v roce 2010.
- Nizozemské Panenské ostrovy patřily pod nizozemskou korunu na počátku 17. století, dnes jsou rozdělené na dvě části jako Americké Panenské ostrovy a Britské Panenské ostrovy.
- Tobago (1628–1677), dnes je součástí státu Trinidad a Tobago.

### Jižní Amerika
- Nizozemská Guyana (1667–1815): toto území získalo Nizozemsko po britsko-nizozemské válce od Velké Británie výměnou za Nové Nizozemí. Po napoleonských válkách bylo území rozděleno na nizozemský Surinam (nezávislost získal 25. listopadu 1975) a britskou Guyanu.
- Nizozemská Brazílie (někdy také nazývaná jako Nové Holandsko, 1624–1654) byla kolonie na severu dnešní Brazílie; postupnými územními zisky měla pohltit zdejší portugalská území. V roce 1624 Nizozemci dobyli Salvador, tehdejší hlavní město portugalské Brazílie; roku 1636 se hlavním městem stalo Recife. Mezi lety 1630–54 Nizozemci kontrolovali dlouhý pás pobřeží od města Sergipe po Maranhão. Nizozemsko oslabené po britsko-nizozemské válce však nemělo dostatek sil k udržení této kolonie a Portugalsko dobylo celé území zpět.

### Afrika

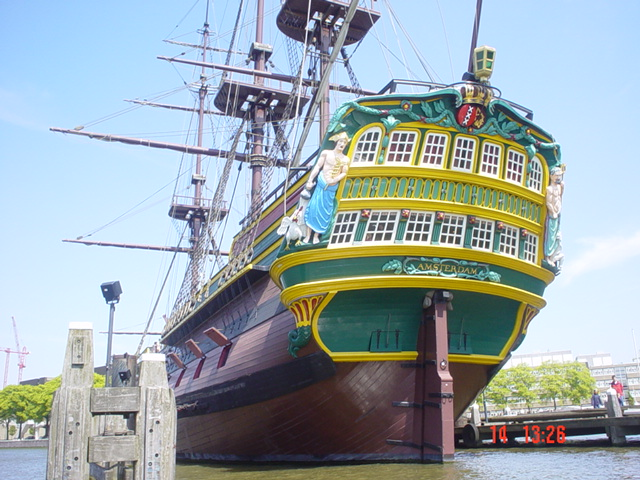
Replika nizozemské lodi z 18. století

Nizozemsko nevlastnilo v Africe žádné souvislé území, pouze množství opěrných bodů, zakládaných od 17. století a roztroušených po celém africkém pobřeží od Senegalu po Mosambik. Nejdůležitější a nejpočetnější byly stanice v Ghaně (tzv. Nizozemské zlaté pobřeží), prodané Velké Británii v roce 1871.
- Mauritius (1598–1710): první trvalou osadu zde založili Nizozemci v roce 1638, kvůli nepříznivému klimatu ji opustili několik desetiletí poté.
- Svatá Helena (1600–1651): nizozemští osadníci se v polovině 17. století přesunuli do nově založeného Kapského Města.
- Kapská kolonie (1652–1806): v roce 1652 bylo v blízkosti mysu Dobré naděje založeno Kapské Město, původně sloužící pouze jako zásobovací stanice. Díky své strategické poloze se zdejší nizozemská kolonie v průběhu 17. a 18. století značně rozrostla. Na konci 18. století si na kolonii začali činit nároky Britové (kvůli vzrůstajícímu počtu britských kolonistů), od roku 1806 patřila již definitivně britské Koruně.

### Asie
- Nizozemská východní Indie (1602–1949) se rozkládala na území dnešní Indonésie a byla nejvýznamnější nizozemskou kolonií. Hlavním zdrojem bohatství, zejména v raných koloniálních dobách, bylo koření (její součástí byly Moluky, jimž se přezdívalo jako „ostrovy koření“). Před Nizozemci byli v této oblasti přítomni Portugalci, kteří však dokázali ovládat jen menší ostrovy Solor, Flores a Timor. Důležitým mezníkem bylo založení Batavie v roce 1619 (nynější Jakarta na ostrově Jáva), ze které Nizozemci postupně ovládli celou oblast. Území bylo původně pod správou nizozemské Východoindické společnosti (založené roku 1602), po jejím krachu na konci 18. století, likvidaci roku 1800 a po krátkém období britské nadvlády v letech 1811–16 byla celá kolonie zestátněna. Indonésie bojovala za nezávislost od roku 1945, Nizozemsko ji po mezinárodním nátlaku (i ze strany Spojených států) uznalo jako nezávislý stát 27. prosince 1949.
- Cejlon (začátek 18. století–1796): tuto kolonii vlastnili původně Portugalci, od roku 1796 byla pod britskou nadvládou. Hlavním vývozním artiklem byla skořice a sloni.
- Maledivy (1654–1796)
- Malaka (1641–1806, 1816–1824): tuto oblast v dnešní Malajsii získalo Nizozemsko od Portugalska, v mezidobí let 1806–16 a po roce 1824 patřila pod britskou korunu.
- Dedžima (také Dešima, 1641–1859) byl malý uměle vytvořený ostrov v blízkosti japonského města Nagasaki, v tomto období byl Nizozemcům jako jedinému evropskému národu povolen přístup na japonské trhy.

Nizozemci měli velký počet opěrných bodů a obchodních stanic v Indii (především v průběhu 17. a 18. století), celý subkontinent poté postupně přešel pod britskou nadvládu. Nizozemsko vlastnilo také několik opěrných bodů na Blízkém východě: v Basře (dnešní Irák), v přístavu Mocha (Jemen) a také několik v Persii, z nichž nejvýznamnější byl opěrný bod v Isfahánu (1623–1747) a Bandar Abbásu (1623–1766). Malé nizozemské kolonie existovaly též na území dnešního Myanmaru, Tchaj-wanu, Thajska a Vietnamu.